# Ziemia pod jej stopami
Ziemia pod jej stopami (tytuł oryginału The Ground Beneath Her Feet) – szósta powieść Salmana Rushdiego. Wydana w 2000 roku stanowi wariację mitu o Orfeuszu i Eurydyce, gdzie orfeuszową lirę pisarz zastępuje muzyką rockową. Autor nie trzyma się kurczowo tematyki mitu, czasami od niej odbiega, lecz w treści powieści tworzy do niego nieskończoną liczbę odniesień.
Książka, z kolei w swej istocie porusza problematykę miłości dwóch mężczyzn, Ormusa Cama i Umeed "Rai" Merchanta (narratora opowieści), żywionej do jednej kobiety, Viny Apsary, prowadząc do tła i wątku pobocznego związanego z rozwojem muzyki rockowej w latach 1950-1990. Pomniejsi bohaterowie powieści są również interesujący, albowiem stanowią portrety kultury i historii okresu rozgrywania się powieści. W opinii Toni Morrison książka stanowi powieść globalną, wpasowuje się w przedstawienie szerokiej kultury Zachodu i postkolonializmu, poprzez wielojęzyczność jej bohaterów, mieszankę Wschodu i Zachodu i ogromną liczbę nawiązań m.in. do mitologii greckiej, zachodniej filozofii, czy też myślicieli jak Milan Kundera oraz gwiazd rock'n'rolla.
Tytuł zaczerpnięty został z tytułu piosenki, którą skomponował w powieści jeden z głównych bohaterów Ormus Cama po śmierci ukochanej Viny. Tekst tej pieśni po kilku zmianach został zaadaptowany i nagrany przez grupę U2 pod tym samym tytułem. Piosenka Ziemia pod jej stopami została wykorzystana w filmie The Million Dollar Hotel oraz klipie promującym utwór, w którym wystąpił sam Salman Rushdie.
- Postać Ormusa Cama wydaje się być zainspirowana postaciami Johna Lennona i Elvisa Presleya. Podczas gdy John Lennon pojawia się w książce jako osobny bohater, kilka cech Ormusa (zwłaszcza jego miłość do pieczenia chleba w domu) zdaje się być tożsama z cechami Lennona. Z kolei śmierć Ormusa - bezpośrednio przed jego apartamentem, poprzez strzał z bliskiej odległości - jest także bardzo podobna do śmierci Lennona. Ostatnie wypowiedziane przez Lennona słowa brzmiały "tak", w odpowiedzi na pytanie policjanta, czy wie kim jest w drodze do szpitala. Ostatnimi słowami Ormusa były "Tak. Tak matko, wiem", kiedy zadano mu to samo pytanie. Ormus posiada z kolei podobną datę urodzenia co Elvis, który miał brata bliźniaka zmarłego podczas porodu. Możliwe także że austriacki tekściarz i piosenkarz Falco, który był jedynym z ocalałych trojaczków, także zainspirował pisarza do kreacji Ormusa, ponieważ tak jak Falco zaczął przejawiać niezwykły muzyczny talent już jako dziecko. Rushdie opisuje Ormusa w kategoriach fizycznych odpowiadających Elvisowi, np. erotyczna siła jego wirujących bioder. Stwierdza również, iż postać Ormusa Camy oparta była luźno na Freddiem Mercurym, który także był znanym Parsem, gwiazdą rocka.